# Cees Nooteboom
Cees Nooteboom (Hága, 1933. július 31. –) holland regényíró, költő és újságíró.
Nooteboom számos irodalmi díjat nyert, és az irodalmi Nobel-díj jelöltjeként emlegették.

## Élete
Cornelis Johannes Jacobus Maria "Cees" Nooteboom 1933. július 31-én született a hollandiai Hágában. Apja Bezuidenhout 1945-ös bombázásában halt meg, a második világháború alatt.
Miután édesanyja 1948-ban újraházasodott, katolikus mostohaapja Nooteboomot több vallási középiskolába is beiratkozott, köztük egy venrayi ferences iskolába és egy eindhoveni ágostai iskolába. Középiskolai tanulmányait egy utrechti esti iskolában végezte.
A hilversumi banknál végzett első munkája után Nooteboom beutazta Európát. Önálló írásai mellett 1957 és 1960 között az Elsevier hetilapnak, 1961 és 1968 között a de Volkskrant újságnak dolgozott. 1967-ben az Avenue magazin utazási szerkesztője lett.
1957-ben elszegődött tengerésznek egy teherhajóra Suriname felé, hogy pénzt keressen, és megkérhesse első felesége, Fanny Lichtveld kezét. Összeházasodtak, de később 1964-ben elváltak. Néhány utazási élményét a De verliefde gevangene (1958) című könyv meséli el.
Kapcsolatban volt Liesbeth List énekesnővel is. Nooteboom feleségül vette Simone Sassent, és idejét Amszterdam, Németország és Menorca szigete között osztja meg.
2019. szeptember 2-án a londoni UCL tiszteletbeli doktori címet adományozott neki.

## Irodalmi művek

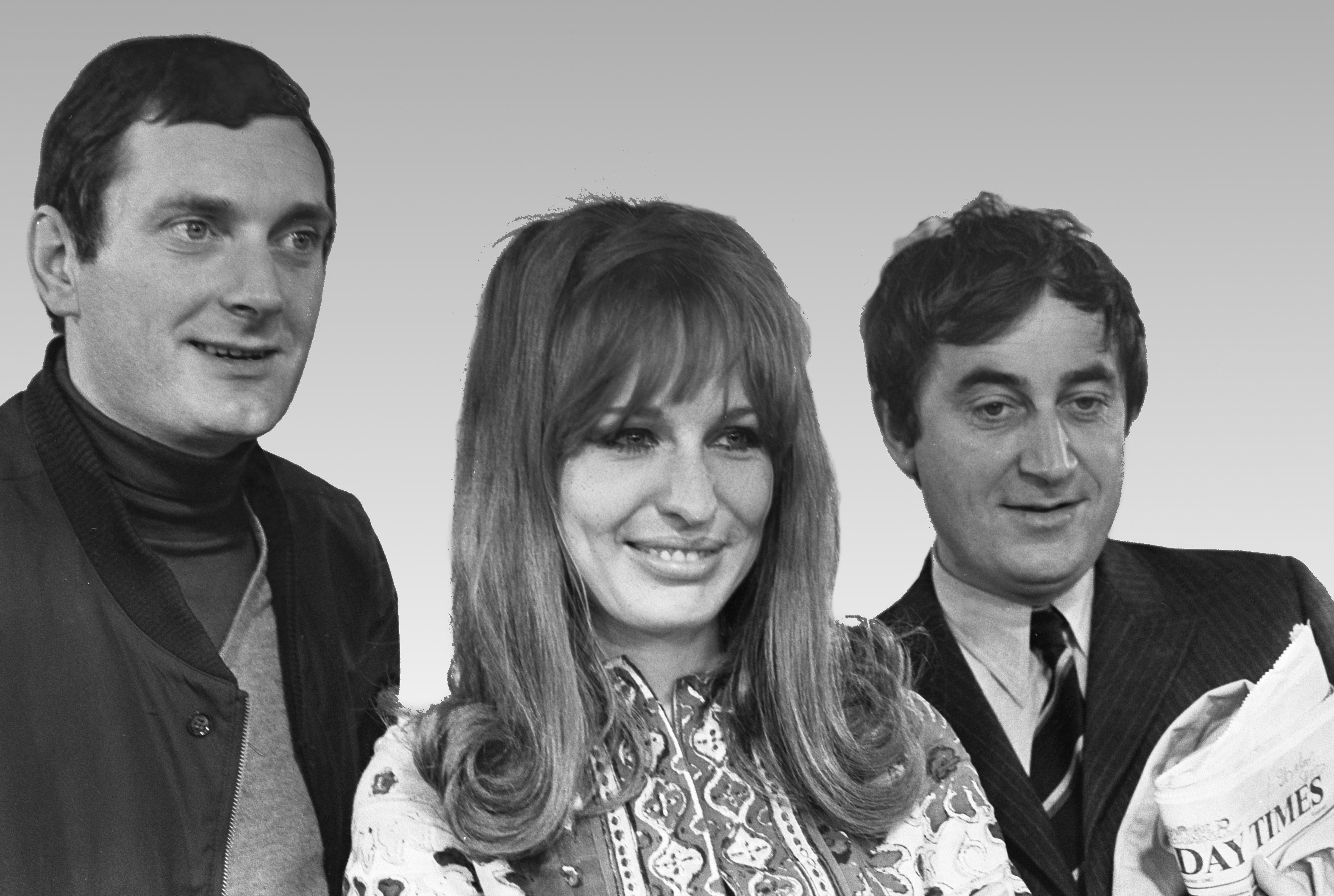
Nooteboom (jobbra, kezében a Sunday Times) barátnőjével, Liesbeth List énekes/színésznővel és Frans Mijts holland zeneszerzővel Rio de Janeiroban 1967-ben.

Nooteboom első regénye, a Philip en de anderen (Philip and the Others, 1988 angol fordítás) 1954-ben jelent meg, és elnyerte az Anne Frank-díjat. Második regénye, a De ridder is gestorven  (1963) (The Knight Has Died, angol kiadás, 1990) 17 éven át az utolsó volt. Ebben az időszakban kiadványoknál dolgozott, valamint verseket és útikönyveket írt.
1980-ban harmadik regénye, a Rituelen (Szertartások, 1983) széles körű elismerést váltott ki számára Hollandiában, és elnyerte a Pegasus-díjat. Ez volt az első regénye, amelyet angolra fordítottak, és a Louisiana State University Press kiadónál jelent meg, amely két korábbi regényét is megjelentette angolul, valamint másokat is 1990-ig.
További regények közé tartozik az Een lied van schijn en wezen (Dal a látszatról és a valóságról, 1984); Allerzielen (1998) (All Souls' Day, 2001) és  Paradijs verloren (Elveszett paradicsom, 2007). Legismertebb műve az angolul beszélő közönség számára talán a The Following Story (Het volgende verhaal, 1991), amely a holland Boekenweek számára készült 1991-ben. 1993-ban elnyerte az Aristeion-díjat.
Nooteboom jól ismert utazási író. Útikönyvei közé tartozik az Een middag in Bruay, Een nacht in Tunesië és De omweg naar Santiago (Utak Santiagoba, 1997), Spanyolországról szóló írásainak antológiája. Ez az utolsó könyv ihlette Benet Casablancas spanyol zeneszerző Six Glosses (2010) című zeneművét. Nooteboom berlini tapasztalatait részletezi a Berlijn 1989–2009 című könyv, amely korábbi könyveit, a Berlijnse notities és a Terugkeer naar Berlijn, valamint az új anyagokat gyűjti össze.
A De omweg naar Santiago című könyv több spanyol és holland zeneszerzőt ihletett meg. Ez volt a témája annak a koncertturnénak, amelyet 2010-ben Hollandiában ünnepelt a maastrichti Ensemble 88.

## Bibliográfia

### Regények és novellagyűjtemények
- 1954 Philip en de anderen; Philip and the Others, English: LSU Press, 1988.
- 1958 De verliefde gevangene
- 1963 De ridder is gestorven; The Knight Has Died, (English: LSU Press, 1990.
- 1980 Rituelen; Rituals, English: LSU Press, 1983.
- 1981 Een lied van schijn en wezen; A Song of Truth and Semblance, LSU Press, 1984.
- 1982 Mokusei!
- 1984 In Nederland; In the Dutch Mountains, English: LSU Press, 1987.
- 1986 Het Spaans van Spanje
- 1988 De brief
- 1991 Het volgende verhaal; (The Following Story), English: Harcourt Brace, 1994.
- 1998 Allerzielen; (All Souls' Day, English: Harcourt, 2001.
- 2004 Paradijs verloren, Lost Paradise, English: Grove Press, 2007.
- 2007 Rode Regen
- 2009 The Foxes Come at Night (’s Nachts komen de vossen). English: Maclehose Press Quercus, 2011.

### Költészet
- 1956 De doden zoeken een huis
- 1959 Koude gedichten
- 1960 Het zwarte gedicht
- 1964 Gesloten gedichten
- 1970 Gemaakte gedichten
- 1978 Open als een schelp – dicht als een steen
- 1982 Aas. Gedichten
- 1982 Het landschap verteld. Paesaggi narrati
- 1984 Vuurtijd, ijstijd. Gedichten 1955–1983
- 1989 Het gezicht van het oog
- 1991 Water, aarde, vuur, lucht (Víz, föld, tűz, levegő)
- 1999 Zo kon het zijn
- 2000 Bitterzoet, honderd gedichten van vroeger en zeventien nieuwe
- 2005 De slapende goden / Sueños y otras mentiras Jürgen Partenheimer(wd) litográfiáival
- 2020 Afscheid, gedicht uit de tijd van het virus

### Esszék és riportok
- 1968 De Parijse beroerte
- 1980 Nooit gebouwd Nederland (Unbuilt Netherlands. Rizzoli, 1985)
- 1993 De ontvoering van Europa
- 1993 Zelfportret van een ander. Dromen van het eiland en de stad van vroeger

### Útleírások
- 1963 Een middag in Bruay. Reisverslagen (Egy délután Bruayban. Útileírások)
- 1965 Een nacht in Tunesië (Egy éjszaka Tunéziában)
- 1968 Een ochtend in Bahia (Egy reggel Bahiában)
- 1971 Bitter Bolivia. Maanland Mali
- 1978 Een avond in Isfahan
- 1981 Voorbije passages
- 1983 Waar je gevallen bent, blijf je
- 1985 De zucht naar het Westen
- 1986 De Boeddha achter de schutting. Aan de oever van de Chaophraya
- 1989 De wereld een reiziger
- 1990 Berlijnse notities
- 1991 Vreemd water
- 1992 Roads to Santiago (De omweg naar Santiago). In English: Harcourt Brace, 1997
- 1992 Zurbarán
- 1993 De koning van Suriname
- 1995 Van de lente de dauw. Oosterse reizen
- 1997 De filosoof zonder ogen : Europese reizen
- 1997 Terugkeer naar Berlijn
- 2002 Nootebooms Hotel (Nomad's Hotel. Houghton Mifflin Harcourt, 2009; az azonos című német kiadás először 2000-ben jelent meg)
- 2005 Het geluid van Zijn naam. Reizen door de Islamitische wereld
- 2007 Tumbas: graven van dichters en denkers
- 2009 Berlijn 1989/2009
- 2010 Scheepsjournaal

### Magyarul
- Szertartások (Rituelen) – Európa, Budapest, 1986 · ISBN 9630737817 · Fordította: Dedinszky Erika
- Dal a látszatról és a valóságról (Een lied von schija en wezen) – Európa, Budapest, 1989 · ISBN 9630748479 · Fordította: Ádám Gizella
- A következő történet (Het volgende verhaal) – Jelenkor, Pécs, 1995 · ISBN 9636760314 · Fordította: Bérczes Tibor
- A holland hegyek között (In Nederland) – Jelenkor, Pécs, 1997 · ISBN 9636760985 · Fordította: Bérczes Tibor
- Mindenszentek (Rituelen) – Európa, Budapest, 2001 · ISBN 9630768445 · Fordította: Devich Klára

## Díjai
- 1957 – Anne Frank Prize (for Philip and the Others)
- 1960 – Poetry Prize from the City of Amsterdam (for Ibicenzer gedicht)
- 1960 – ANV-Visser Neerlandia Prize (for De zwanen van de Theems)
- 1963 – Lucy B. en C.W. van der Hoogtprijs (for De ridder is gestorven)
- 1965 – Poetry Prize from the City of Amsterdam (for Gesloten gedichten)
- 1978 – Jan Campert Prize (for Open als een schelp – dicht als een steen)
- 1981 – Ferdinand Bordewijk Prijs (for Rituals)
- 1982 – Cestoda Prize
- 1982 – Pegasus Prize (for Rituals)
- 1985 – Multatuliprijs (for the novel In Nederland)
- 1992 – Constantijn Huygens Prize
- 1993 – Aristeion Prize
- 2002 – Goethe Prize
- 2002 – The Austrian State Prize for European Literature
- 2004 – P.C. Hooft Award
- 2009 – Prijs der Nederlandse Letteren[19]
- 2010 – Gouden Uil for  's Nachts komen de vossen
- 2017 – Mondello Prize[20]
- 2020 – Prix Formentor[21]

Számos irodalmi díja mellett Nooteboom tiszteletbeli doktori címet kapott a nijmegeni Radboud Egyetemen 2006-ban és a Szabad Berlini Egyetemen 2008-ban.

## Fordítás
- Ez a szócikk részben vagy egészben  a   Cees Nooteboom című angol Wikipédia-szócikk fordításán alapul.  Az eredeti cikk szerkesztőit annak laptörténete sorolja fel. Ez a jelzés csupán a megfogalmazás eredetét és a szerzői jogokat jelzi, nem szolgál a cikkben szereplő információk forrásmegjelöléseként.